# کریستیان کراخت
کریستیان کراخت (انگلیسی: Christian Kracht؛ زادهٔ ۲۹ دسامبر ۱۹۶۶) رمان‌نویس اهل سوئیس است.نویسنده و روزنامه‌نگار است؛در سانن متولد شد و پدرش نماینده‌ی ارشد شرکت انتشاراتی ‌‌اکسل اسپینگر در دهه ۱۹۶۰ بود.دوران جوانی و تحصیلات‌اش را در آلمان،آمریکا،کانادا و جنوب‌ فرانسه گذارند. او تجربیات سفرهای‌آسیایی‌اش را در سفر‌نامه‌‌هایی در هفته‌نامه (welt am sonntag)‌‌ نوشته‌است..او با رمان(feserland) کم‌کم به شخصی ماهر در ادبیات پاپ شناخته‌شد،در این کتاب کریستین، صحنه‌های مهمانی و مواد‌مخدر آلمان را به تصویر میکشد.کراخت به سنت شیک پوشی علاقه دارد،و به فلوبر استناد میکند؛ او به خوانندگان آثارش اهمیت داده و درک و استدلال اخلاقی آثارش را به خوانندگان واگذار میکند.از آثار دیگر این رمان‌نویس سوئیسی میتوان به (Metan) اشاره کرد که با همکاری اینگونیرمان نوشته‌شد‌،کتاب (im sonneenschein und im Schatten) توصیفی از دوره پس از جنگ‌جهانی اول  به صورت خیالی است، اثری دیگر‌ که مورد بازبینی مثبت قرار گرفت و از او در برابر دروازه‌بان بودن جناح راست،دفاع کرد(lmperium) است.از افتخارات او میتوان به جایزه اکسل اسپینگر در سال ۱۹۹۲،جایزه ادبیات ویلهم در سال ۲۰۱۲ و جایزه ادبی هرمان هسه در سال ۲۰۱۶ اشاره‌کرد.
نخستین اثری که از او به فارسی ترجمه شده است، رمان 1979 است. این رمان با قلم محمد همتی از زبان آلمانی به فارسی برگردانده شده است. این ترجمه در سال ۱۴۰۳ در نشر فرهنگ نشر نو منتشر شده شده است. نیمی از این رمان در ایران در آستانهٔ انقلاب اسلامی و نیمی دیگر در تبت تحت حکومت چین کمونیست می‌گذرد.